# Wat Saket

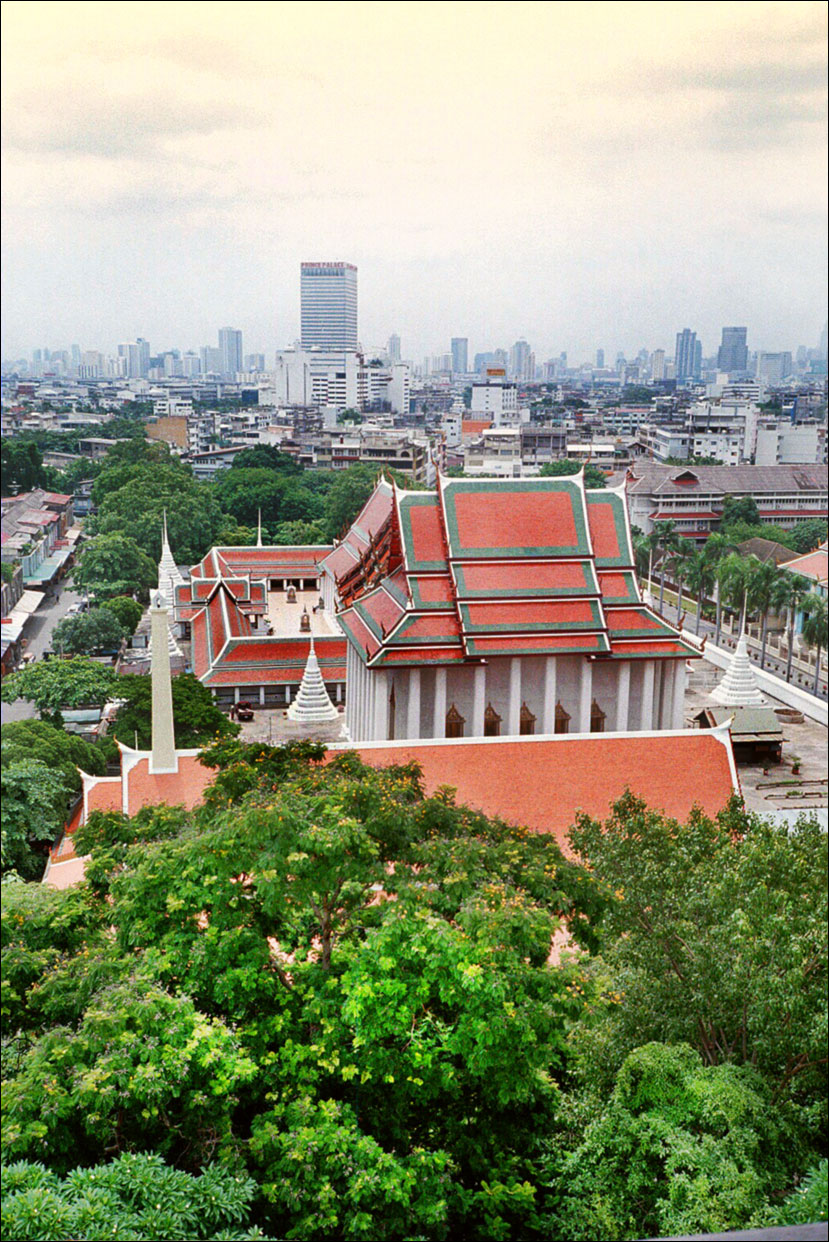
Wat Saket

Der Wat Saket Ratcha Wora Maha Wihan (auch Wat Sraket oder Tempel des Goldenen Berges, englisch Golden Mount Temple, thailändisch วัดสระเกศราชวรมหาวิหาร) ist eine der ältesten buddhistischen Tempelanlagen (Wat) in Bangkok. Er liegt im Bezirk Pom Prap Sattru Phai. Wat Saket ist ein Königlicher Tempel Zweiter Klasse.
Im westlichen Teil des Tempelbezirks befindet sich ein 79 Meter hoher, künstlich aufgeschütteter, mit einer Goldenen Chedi gekrönter Berg, zu dem 318 Stufen hinaufführen. Sie stellt eine der größten Attraktionen Bangkoks dar.

## Geschichte

### Ayutthaya-Reich
Die Anlage geht zurück auf den kleinen, unwichtigen Tempel Wat Sakae (Thai: วัดสะแก) aus der Zeit des Ayutthaya-Reiches. Der Name bedeutet „Tempel des Sakae-Baumes“ (Combretum quadrangulare, Thai: สะแก, siehe: Flügelnüsse). Von diesem Baum werden z. B. die Samen in der traditionellen und auch in der modernen Medizin verwendet.
Im Jahre 1781 schickte König Taksin den Oberbefehlshaber seiner Truppen General Chakri, den späteren König Rama I., nach Kambodscha, um es erneut als Vasall für sein neues Reich zu gewinnen. Noch während seines Feldzuges hörte Chao Phraya Chakri von einem Komplott zum Sturze des Königs, worauf er in die siamesischen Hauptstadt zurückeilte. Er kam dort im April 1782 an. Auf dem Gebiet des Wat Sakae führte er zunächst ein feierliches Reinigungsritual aus, bevor er sich auf den Weg in den Palast machte. Die genauen Ereignisse im Palast sind heute Gegenstand von unterschiedlichen Spekulationen, aber alle führen darauf hinaus, dass Chao Phraya Chakri als erster König der von ihm begründeten Chakri-Dynastie gekrönt wurde. Sein Krönungsname war Phra Phutthayotfa Chulalok.

### König Rama I.

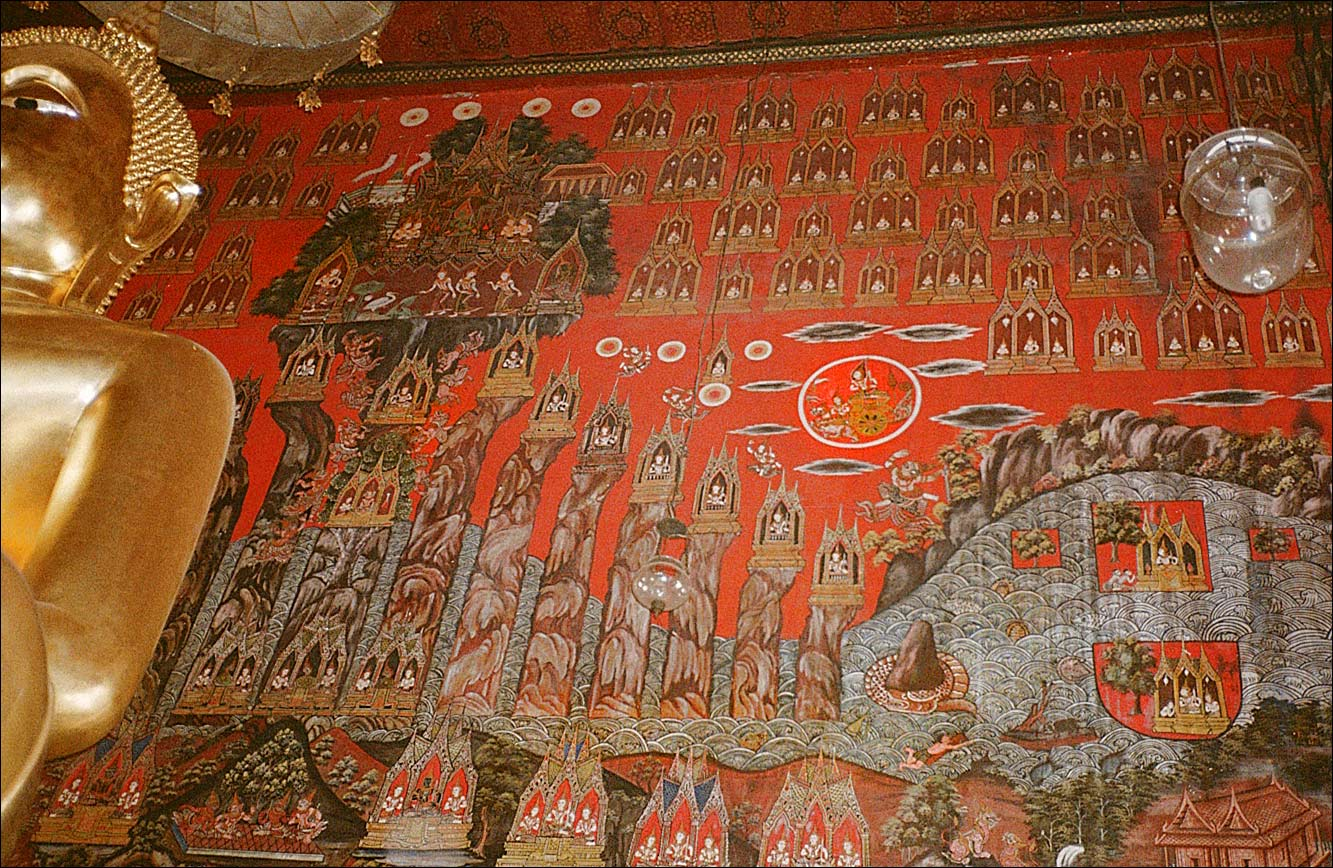
Wandmalerei im Ubosot des Wat Saket aus der Zeit von König Rama III.

Gleich zu Beginn seiner Regierungszeit verlegte König Phra Phutthayotfa seinen Palast von Thonburi an die Stelle des heutigen Großen Palasts in Bangkok. Da seine Hauptstadt wie die alte Hauptstadt Ayutthaya von Wasser umgeben sein sollte, ließ er östlich der Stadt einen neuen Kanal graben, der hinter Wat Sakae bis hin zum bereits existierenden Banglampuh-Kanal führte. 10.000 kambodschanische Kriegsgefangene wurden für diese Arbeit herangezogen. Als der Kanal fertig war, ließ der König die gleichen Arbeiter den Ubosot des Wat Sakae komplett erneuern. Seit jener Zeit steht der Tempel unter königlicher Schirmherrschaft.
Der damals außerhalb der Stadtmauer gelegene Tempel Wat Saket dient zunächst als Verbrennungsstätte für die verstorbenen Prinzen und Würdenträger, später auch für alle Verstorbenen der neuen Hauptstadt. Man eilte so schnell wie möglich an diesem Hügel vorbei, um nicht den Gestank einatmen zu müssen. Da die Armen der Stadt sich die Kosten der Einäscherung nicht leisten konnte, wurden sie hier einfach verscharrt, und doch wurden sie von den gefräßigen Geiern und allgegenwärtigen Hunden hervorgeholt und verspeist.
Die Einweihung des restaurierten Tempels fand kurz nach der Einweihung des Wat Pho im November 1801 statt und dauerte sieben Tage. In Erinnerung an die Zeremonie am Vorabend seiner Thronbesteigung verlieh der König dem Tempel einen neuen Rang und einen neuen Namen: seitdem ist er ein Königlicher Tempel Zweiter Klasse und heißt Wat Saket, das bedeutet Tempel (Wat, วัด) der Reinigung (Sra, สระ) des königlichen Haupthaares (Ket, เกศ).

### König Rama II.
In der Regierungszeit von König Rama II. (Phra Phutthaloetla) schickte der Oberste Patriarch gegen Ende 1814 eine buddhistische Gesandtschaft nach Ceylon, um die traditionellen Beziehungen mit dem ceylonesischen Sangha zu erneuern. Nach drei Jahren kehrten die Mönche von einer anstrengenden und abenteuerlichen Reise zurück. Sie brachten von dort einige Ableger des Bodhibaumes mit, welcher von dem ursprünglichen Baum im heutigen Bodhgaya stammt, unter dem der Buddha seine Erleuchtung erfuhr. Einer der Ableger wurde auf dem Gelände des Wat Saket eingepflanzt und gedeiht dort noch heute.
Im März 1828 wurde der Abt des Wat Saket zum Obersten Patriarchen des thailändischen Sangha berufen. Er trat sein Amt im Wat Mahathat an.

### König Rama III.

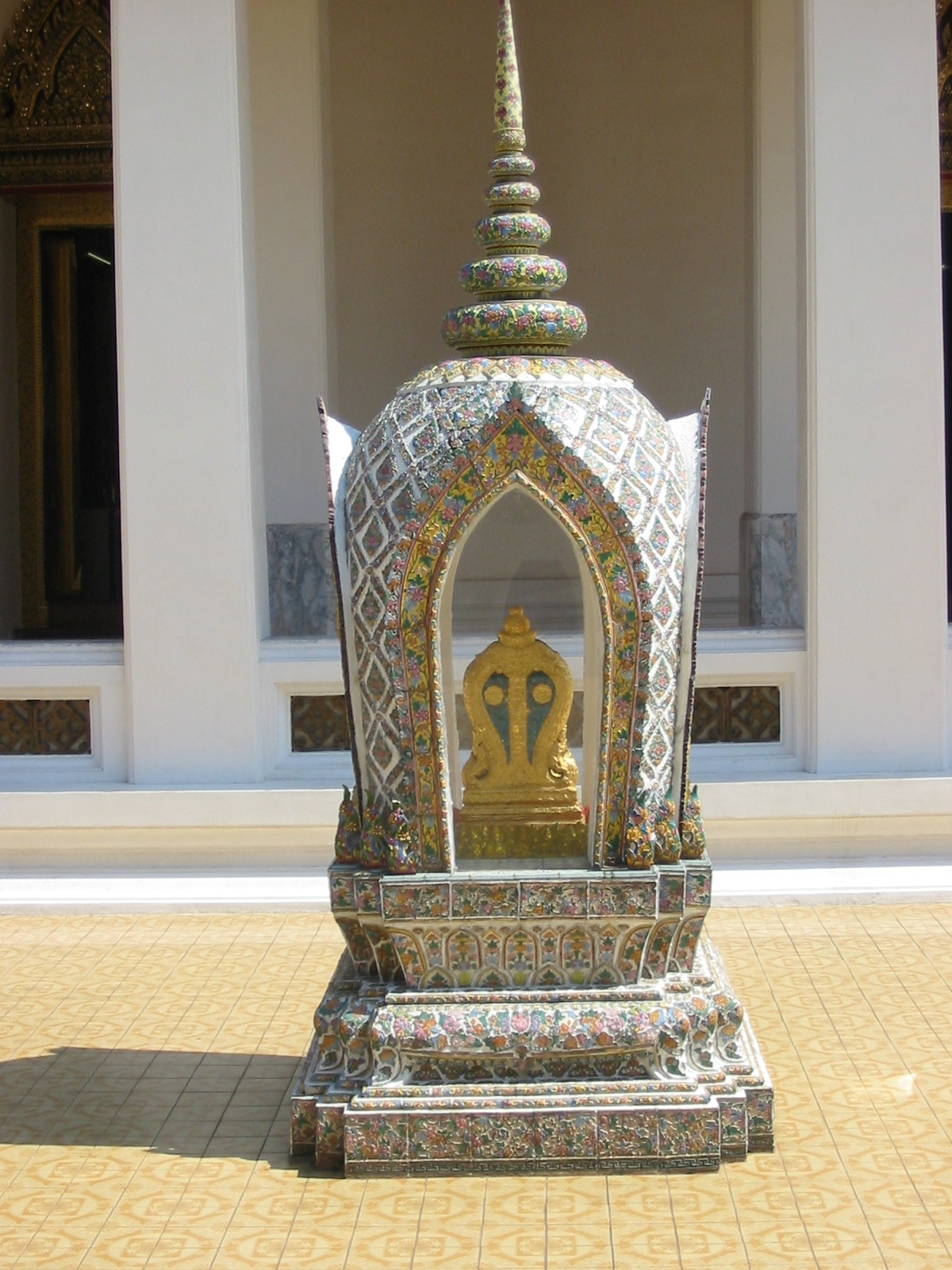
Einer der Bai Sema (Grenzsteine)

Auch der dritte König der Chakri-Dynastie, König Rama III. (Phra Nang Klao) zeigte großes Interesse an Wat Saket. Er ließ den Tempel bis zum Ende seiner Regierungszeit großzügig erweitern und renovieren, bis er etwa dem heutigen Aussehen entsprach.
- Für die acht Grenzsteine (Bai Sema) des Ubosot wurde jeweils ein reich verziertes Tabernakel gebaut.
- Rund um den Ubosot wurde eine überdachte Galerie (Phra Rabieng) angelegt, außerhalb davon vier Paar Chedis errichtet, der Ubosot selbst wurde von einer Kolonnade aus quadratischen Säulen umgeben, die das ausladende Dach unterstützen. Die Innenwände wurden mit traditionellen Malereien verziert, die allerdings in der Regierungszeit von König Phra Nang Klao restauriert werden mussten.
- Die hölzernen Kutis der Mönche wurden durch solche aus Ziegel ersetzt, nur die Bibliothek wurde in ihrer ursprünglichen Form beibehalten. Sie enthält wichtige buddhistische Schriften, wie den Tripitaka.
- Nördlich der Kutis ließ der König einen Verbrennungsplatz einrichten, auf dem verstorbene Prinzessinnen und hohe Beamte eingeäschert werden sollten. Ein Pavillon für den König, einen weiteren für Familienmitglieder und einen für die Musikanten wurden ebenfalls gebaut.
- Westlich der Galerie ließ König Nang Klao einen neuen Viharn errichten, welcher im Innern in zwei Räume eingeteilt ist. Im südlichen Raum wurde eine 9 m große, stehende Buddha-Statue mit dem Namen Phra Attharat aufgestellt. Sie war 1820 aus dem Wat Viharn Thong in Phitsanulok hierher gebracht worden. In dem nördlichen Raum sollte eine weitere Buddha-Statue aus Phitsanulok aufgestellt werden, was aber bisher nicht in die Tat umgesetzt wurde. Erst König Chulalongkorn (Rama V.) ließ eine Statue (Luang Pho Dusit) aus dem Wat Dusit hierher bringen, welche den Bauarbeiten zum Dusit-Palast weichen musste und als sitzende Figur in der Pose der Unterwerfung Maras ausgeführt ist.

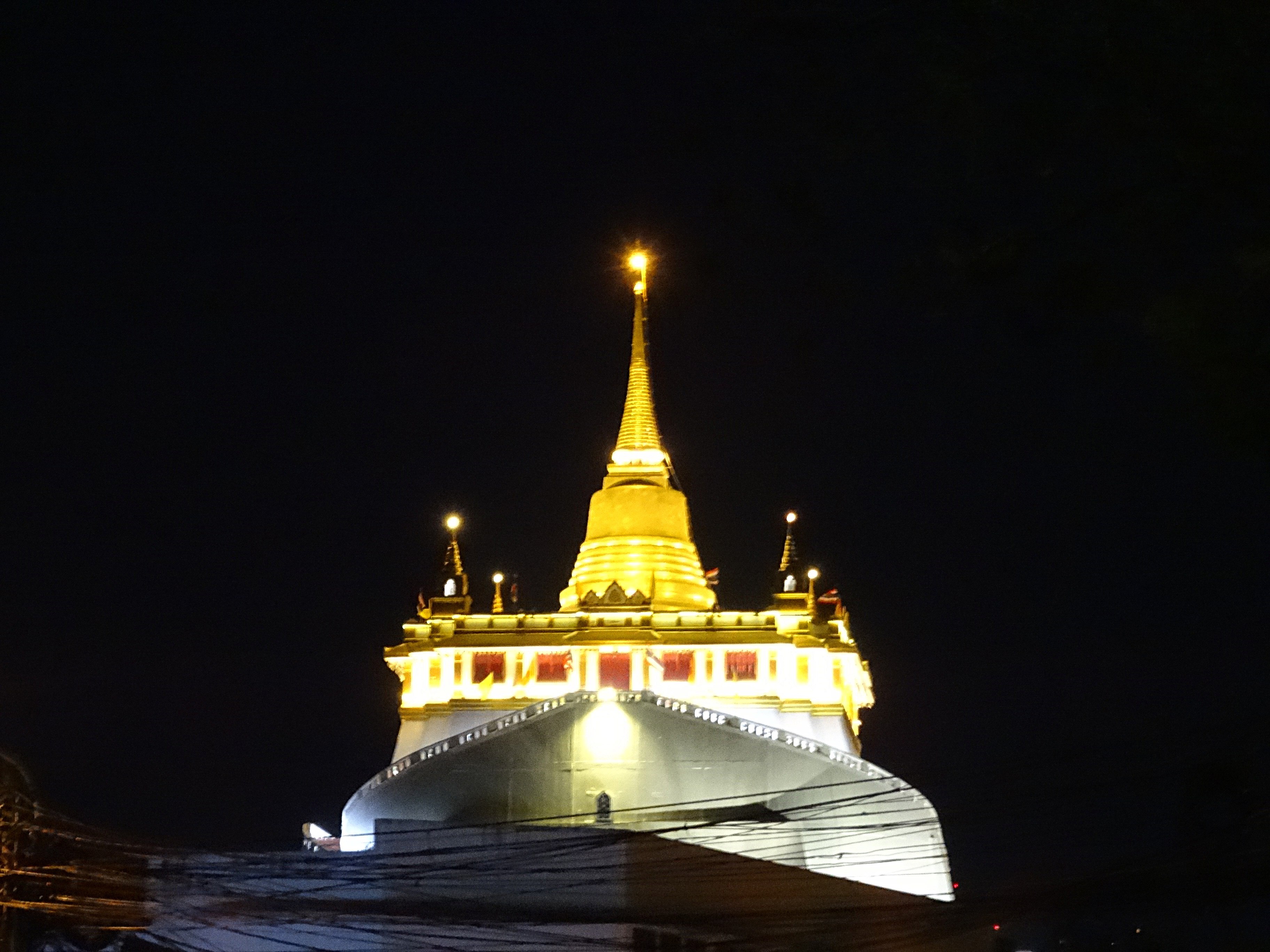
Der Goldene Berg bei Nacht

- Phra Nang Klao beauftragte Phra Sri Vivadhana mit der Konstruktion eines großen Prang in Anlehnung an die berühmte Chedi Phu Khao Thong, welche noch heute nordwestlich der alten Hauptstadt Ayutthaya steht und an der der Khlong Mahanak entlangführte. Die Grundfläche des neuen Prang war ein Zwölfeck mit einer Seitenlänge von 100 m, das Innere bestand aus Erde und Steinblöcken, welche mit Ziegelsteinen verkleidet wurde. Als man gerade dabei war, das zweite Stockwerk zu errichten, gab der Unterbau nach und die Ziegelverkleidung brach auf. Die riesige Struktur wurde mit tausenden von Holzstämmen gestützt. Noch während der Reparaturarbeiten sank der Berg weiter in sich zusammen, so dass die Arbeiten daran zunächst eingestellt wurden.[2]

### König Mongkut (Rama IV.)
König Mongkut (Rama IV.) beauftragte Phra Sri Vivadhana erneut, die riesige Menge an Baumaterial zu nutzen, um einen künstlichen Berg zu bauen. Dieser Berg sollte mit kleinen Höhlen, Nischen und Pavillons ausgestattet werden, in denen Buddha-Statuen aufgestellt werden sollten. Kleine Chedis sollten das Bild abrunden. Oben auf dem Berg wurde eine goldene Chedi geplant, zu der zwei Treppenaufgänge spiralförmig um den Berg hinaufführen sollten. Auf diese Weise war auch der Name gerechtfertigt, den König Nang Klao für seinen Prang geplant hatte: Goldener Berg (Thai: ภูเขาทอง), der offizielle Name ist Phra Boromabanphot (Thai: พระบรมบรรพต – Der Schönste, Der Erste: Borom – บรม; Berg: Banphot – บรรพต).

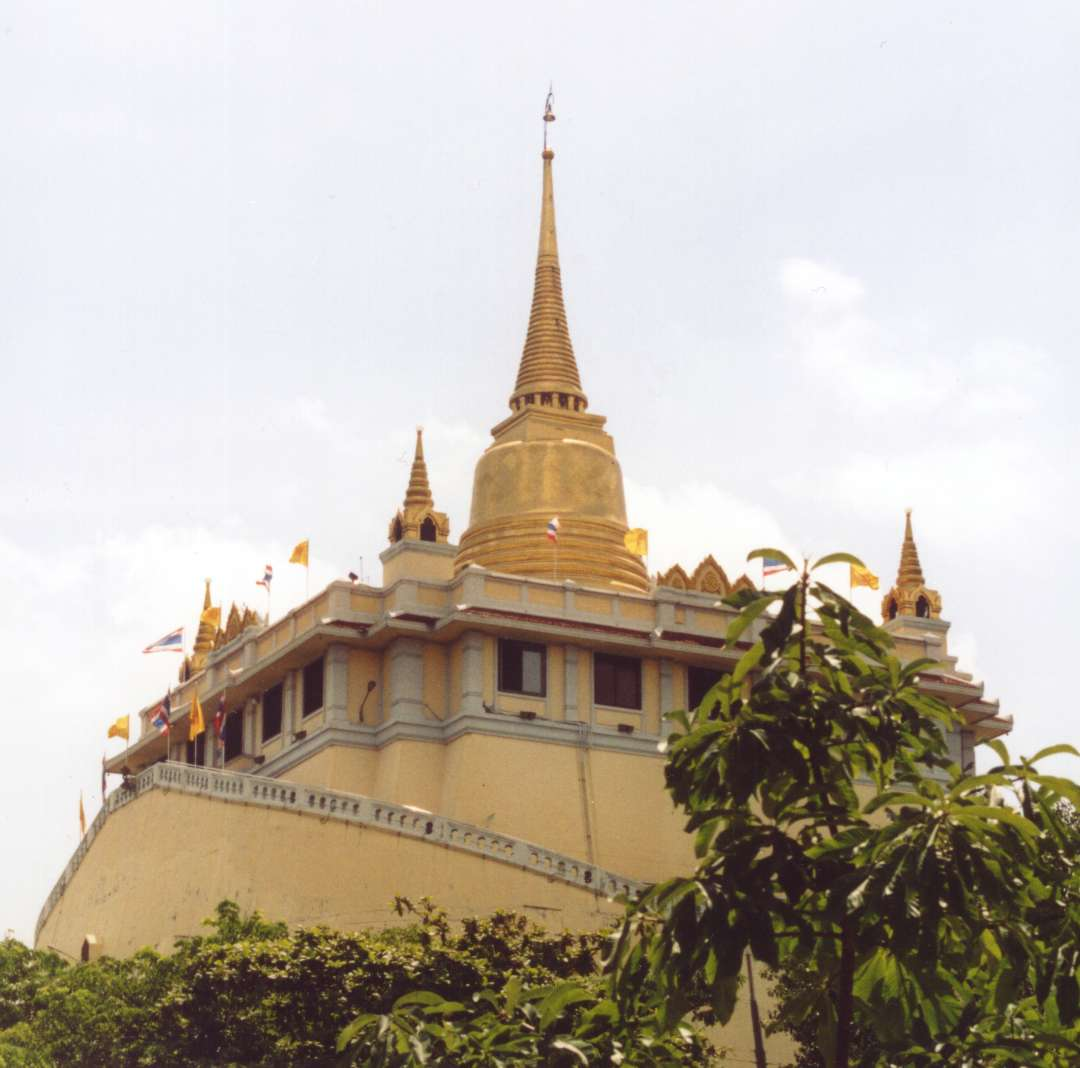
Phu Khao Thong (Goldener Berg) im Wat Saket

### König Chulalongkorn (Rama V.)
Es dauerte allerdings bis zur Regierungszeit von König Chulalongkorn, bis der Goldene Berg endgültig fertiggestellt werden konnte.
Die Chedi auf dem Gipfel steht auf einem quadratischen Sockel, welcher an die Bauform der Klöster in Tibet erinnert. Der Sockel wurde von einer Galerie umgeben, die für Geh-Meditation genutzt werden sollte. Durch zwei Türen im Norden und im Süden konnte man über die Treppenaufgänge die Galerie betreten. Im Innern des Sockels der Chedi befindet sich ein enger Raum mit Zugängen an den vier Kardinal-Punkten. In der Mitte dieses Raumes steht eine kleine goldene Chedi mit vier kleinen Nischen, in denen sich Miniaturstatuen des Buddha befinden. Die kleine Chedi enthält Teile der Reliquien des Buddha, die 1897 in Piprahwa an der Grenze nach Nepal gefunden wurden. Die britische Regierung schenkte diese Reliquien damals dem König von Siam mit der Bitte, sie gleichmäßig an die Nationen zu verteilen, die daran Interesse zeigten. Chao Phraya Yamaraj wurde von König Chulalongkorn auserwählt, die Reliquien in Empfang zu nehmen und nach Bangkok zu bringen. Delegationen aus Ceylon, Burma, Japan und Sibirien kamen, um ihren Teil zu erhalten. In einer feierlichen Prozession wurde am 23. Mai 1899 der siamesische Teil zum Wat Saket gebracht und in der kleinen goldenen Chedi eingeschlossen.

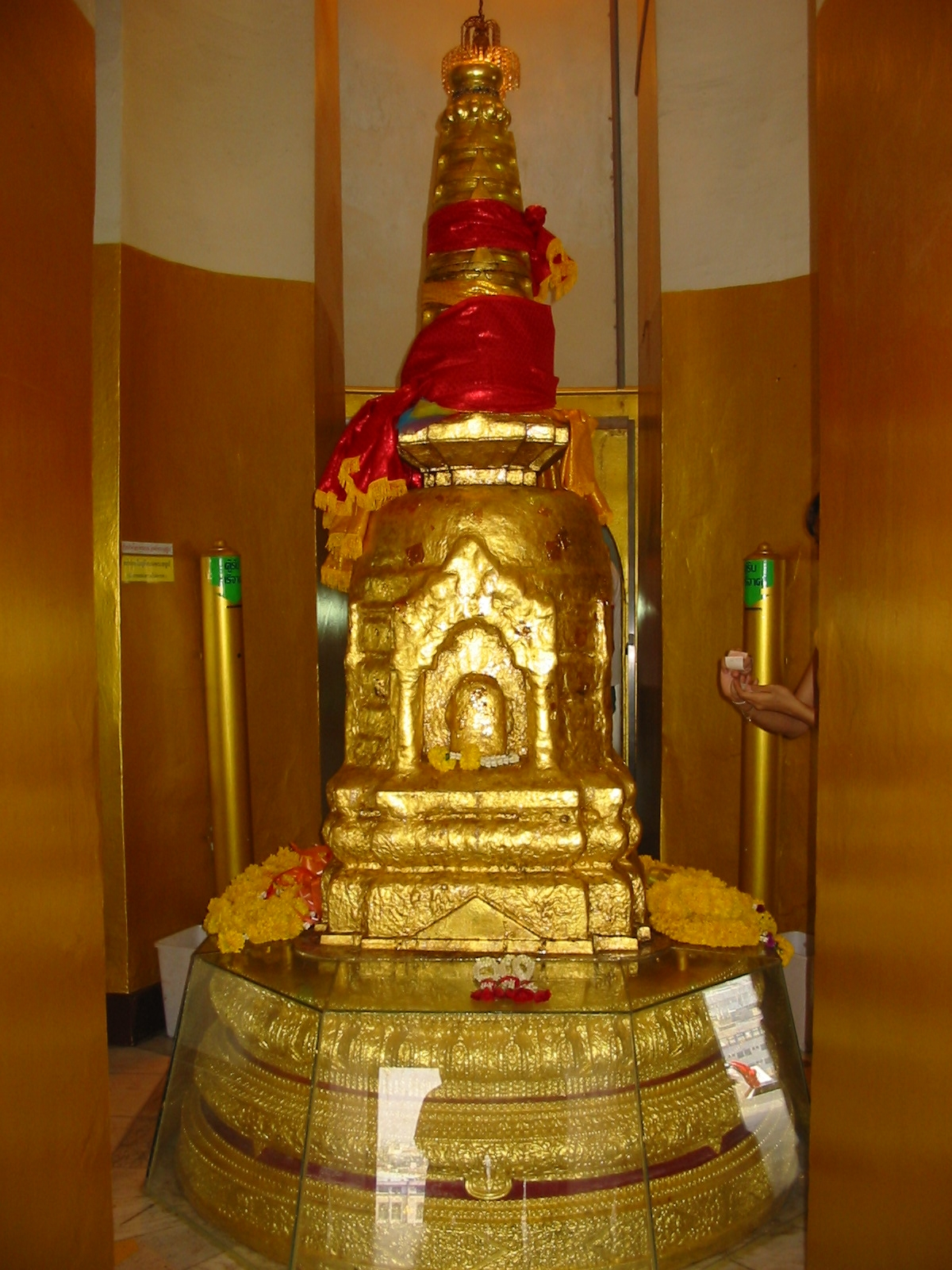
Innere des Goldenen Chedi

## Volksfest am Wat Saket
Heute kann in der Mitte des zwölften Mondmonats (November) die Öffentlichkeit das Innere der Chedi betreten. Mehrere Tage lang ebbt der Strom der Gläubigen nicht ab, die die 318 Stufen hinaufklettern, um der Reliquie ihre Ehrerbietung zu erweisen. Am Fuße des Berges und in den angrenzenden Straßen werden kleine Verkaufsstände, Restaurants und Theater aufgebaut, an denen sich die überschwängliche Menschenmenge unterhalten kann.